# Emilio Firpo
Emilio Bartolo Firpo (ur. 1881 – zm. 1960) – argentyński piłkarz, grający podczas kariery na pozycji pomocnika.

## Kariera klubowa
Emilio Firpo piłkarską karierę rozpoczął w Barracas Athletic Buenos Aires. W latach 1908–1914 występował w Racing Club de Avellaneda. Z Racingiem dwukrotnie zdobył mistrzostwo Argentyny w 1913 i 1914.

## Kariera reprezentacyjna
Jedyny raz w reprezentacji Argentyny Firpo wystąpił 13 września 1903 w przegranym 2-3 towarzyskim meczu z Urugwajem, który był drugim meczem reprezentacji Argentyny w historii.